# Vertrag von Fort Meigs
Der Vertrag von Fort Meigs, auch Vertrag vom Fuße der Stromschnellen genannt, wurde am 29. September 1817 zwischen den Kriegern und Häuptlingen der Wyandot-, Seneca-, Lenni-Lenape-, Shawnee-, Potawatomi-, Ottawa- und Anishinabe-Indianer und den Vereinigten Staaten von Amerika geschlossen.
Mit diesem letzten Vertrag traten die Indianerstämme des Ohiotals die Reste ihrer Heimat an die USA ab, welche das Land durch eine Auktion an weiße Siedler verteilten.
Tatsächlich wurde der größte Teil des Gebietes schon längst von weißen Siedlern bewohnt, da das Land aber offiziell zum Indianerterritorium gehörte, gab es keine zivile Verwaltung und es herrschte Anarchie und Barbarei unter der weißen Bevölkerung.